# دره‌شور (میان‌کوه)
دره‌شور یک روستا در ایران است که در دهستان شلیل واقع شده‌است. دره‌شور ۸ نفر جمعیت دارد.